# Cyperus wissmannii
Cyperus wissmannii är en halvgräsart som beskrevs av Oskar Schwartz. Cyperus wissmannii ingår i släktet papyrusar, och familjen halvgräs. Inga underarter finns listade i Catalogue of Life.